# Erwin Franz Müller
Erwin Franz Müller (* 8. September 1932 in München) ist ein deutscher Unternehmer und Gründer der Drogeriemarktkette Müller.

## Werdegang
Müller beendete 1947 eine Ausbildung zum Friseur und bestand 1957 die Meisterprüfung. 1953 eröffnete er in Unterfahlheim im Landkreis Neu-Ulm seinen ersten Friseursalon. Im Jahr 1966 richtete er die Filiale Ulm-Braunland als Friseur mit Kabinett, Parfümerie, Kosmetik- und Drogerieverkauf ein. Nach und nach entstanden mehrere Filialen in Ulm und in der Umgebung von Ulm.
1968 machte Müller erste Schlagzeilen in der Presse, weil er entgegen den Statuten der Friseurinnung seine Filialen auch montags öffnete (Ulmer-Figaro-Streit). Daraufhin wurde Müller aus der Innung ausgeschlossen. Allerdings wurde Hugo Mann, der damals seine Verbrauchermarktkette Wertkauf aufbaute, auf ihn aufmerksam. Er suchte einen Friseur, der in seinen Wertkauf-Verbrauchermärkten einen Laden von Montag bis Samstag betrieb. Die erste Filiale als Konzessionär wurde noch im selben Jahr im Wertkauf-Center München eröffnet. Es handelte sich um einen Friseursalon mit Drogerie- und Parfümerieabteilungen.
1973 wurde die Filiale in Ulm-Böfingen zum ersten „reinen“ Drogeriemarkt Müller umgebaut.
Im Jahre 1995 kaufte Müller das Kaffeehaus Café Gerbeaud am Vörösmarty tér in Budapest.
In einer Schadensersatzklage gegen die Schweizer Bank J. Safra Sarasin wurde Müller von dem Wirtschaftsanwalt Eckart Seith vertreten. Müller hatte auf Empfehlung der Bank mehrere Millionen Euro bei dem Luxemburger Fondshaus Sheridan investiert. Die Bank hatte verschwiegen, dass der Fonds Cum-Ex-Geschäfte ausführen sollte, die darauf abzielen, einmal bezahlte Kapitalertragssteuern mehrfach von den Finanzämtern erstatten zu lassen. Notizen zu den Kundengesprächen mit Erwin Müller und Gutachten der internationalen Rechtsanwaltskanzlei Freshfields gaben Aufschluss über das Cum-Ex-Konzept des Fonds und der Bank schlechte Aussichten in der Auseinandersetzung mit Müller. Seith gewann den Rechtsstreit im Jahr 2018 und setzte die Schadenersatzforderungen in Höhe von 45 Millionen Euro zugunsten Müllers durch.
Im August 2022 wurde bekannt, dass Erwin Müller mit 89 Jahren wieder die alleinige Führung der Drogeriemarktkette übernimmt.

## Privates
Erwin Müllers Sohn Reinhard Müller (* 1959) studierte Betriebswirtschaftslehre und hospitierte in einem US-Handelskonzern. Er war einige Jahre zweiter Geschäftsführer, wurde aber im Juli 2006 wegen offener Differenzen von seinem Vater wieder abgesetzt.
Erwin Müller hat am 6. Juni 2006 zum zweiten Male geheiratet.
2016 adoptierte er drei erwachsene Jagdfreunde, wobei diese auf ihren Pflichtteil gegen Zahlung einer Entschädigung verzichteten. Seinen leiblichen Sohn soll er danach finanziell abgefunden haben. Mit der Adoption wollte Müller verhindern, dass sein leiblicher Sohn Reinhard eines Tages die Mehrheit an Firmenanteilen der Drogerie-Kette bekommt. 2023 reichten die drei Jagdfreunde Klagen auf Feststellung der Unwirksamkeit der Pflichtteilverzichtsverträge ein. Im Juli 2024 wies das Landgericht Ulm die Klagen der Adoptivkinder ab.
Zu seinen Hobbys gehört das Golfspielen auf dem Golfplatz Canyamel an der Cala Rajada im Osten der Baleareninsel Mallorca, auf der er auch eine Finca und eine Straußenfarm betreibt.
Ein weiteres Hobby ist der Segelflug: Zusammen mit einigen Freunden hat er das größte Segelflugzeug ETA mit einer Spannweite von 30,90 Metern konstruieren lassen.

## Vermögen
Erwin Franz Müller hat ein Vermögen von ca. 2,5 Milliarden US-Dollar. Damit belegt er Platz 660 auf der Forbes-Liste 2017 der reichsten Menschen der Welt.

## Auszeichnungen
- 2018: Großes Silbernes Ehrenzeichen mit dem Stern für Verdienste um die Republik Österreich[14]